# Bjørn Bjørnholt
Bjørn Bjørnholt (født 25. februar 1945 i Esbjerg) er en dansk autodidakt kunstmaler, der er bosiddende i Småland i Sverige.
Værkerne er farverige, og er blevet sammenlignet med værker fra COBRA-sammenslutningen og udstillet i flere storbyer verden over samt store udsmykningsopgaver bag sig og er repræsenteret på flere museer.

## Dekorationer
- Nyhavn Hotel, København
- Bjurbäckskolan, Emmaboda
- EBA, Emmaboda
- Folktandvården, Emmaboda
- Kalmar Hospital
- Rönne & Lundgren P.K.A., København
- ATP, Hillerød
- Lyngby Handelshøjskole
- Nybro barselscentre

## Repræsenteret
- Kalmar amtsråd
- Kronoberg amtsråd
- Göteborg og Bohuslän amtsråd
- Stockholms amtsråd
- Statens Konstråd
- Kommunerne Nybro, Kalmar, Ronneby, Emmaboda, Växjö
- Saab Scania, Södertälje
- Kosta Boda, Kosta
- Volvo, Göteborg
- Semper AB, Mölnlycke, Göteborg
- Kalmar konstmuseum

## Private Samlinger
- Arturo Medici , Modena
- A. Mankoviz Collection , Stockholm
- Barnes INC. Corporation , USA
- Bastjilonen AB , Stockholm
- Bantjes Collection , Hamborg
- A. Mankoviz Collection , Paris
- Plougman & Vingtoft , Kbhn.
- De Deulin , Belgien

## Eksterne links
- Omtale af Bjørn Bjørnholt Arkiveret 7. marts 2016 hos  Wayback Machine på galeries.ni (nederlandsk/hollandsk)
- Omtale af Bjørn Bjørnholt Arkiveret 4. marts 2016 hos  Wayback Machine på www.galleriuggerby.dk